# Rivière Narsarusiq
Rivière Narsarusiq är ett vattendrag i Kanada.   Det ligger i provinsen Québec, i den östra delen av landet, 1 900 km norr om huvudstaden Ottawa.
Omgivningarna runt Rivière Narsarusiq är i huvudsak ett öppet busklandskap. Trakten runt Rivière Narsarusiq är nära nog obefolkad, med mindre än två invånare per kvadratkilometer.